# شاهزاده کلمنتاین بلژیک
شاهزاده کلمانتین بلژیک (فرانسوی: Clémentine Albertine Marie Léopoldine‎ , هلندی: Clementina Albertina Maria Leopoldina ; ۳۰ ژوئیه ۱۸۷۲ – ۸ مارس ۱۹۵۵)، عضو خاندان وتین در شاخه ساکس کوبورگ و گوتا بود که به این ترتیب او همچنین به عنوان شاهزاده خانم ساکس کوبورگ و گوتا و دوشس در زاکسن شناخته می‌شد. در سال ۱۹۱۰، او به عنوان همسر ناپلئون ویکتور ژروم فردریک بناپارت، مدعی بناپارتیست تاج و تخت امپراتوری فرانسه (به عنوان ناپلئون پنجم) شاهزاده ناپلئون و ملکه فرانسوی‌ها شد.
او سومین دختر پادشاه لئوپولد دوم بلژیک و ملکه ماری هنریت تولد او نتیجه آشتی نهایی والدینش پس از مرگ پسر و تنها وارث دودمانشان، شاهزاده لئوپولد، دوک در سال ۱۸۶۹ بود. برابانت کلمانتین در نوجوانی عاشق پسر عموی اول خود شاهزاده بودوئن شد ولی پسر عمویش نسبت به او این احساس را نداشت و در سال ۱۸۹۱ در سن ۲۱ سالگی بر اثر ذات الریه درگذشت.
کلمانتین به سختی با مادرش کنار می‌آمد و به پدرش که مرتباً او را همراهی می‌کرد نزدیکتر بود. او در سال ۱۸۹۶ امیدوار بود که با روپرشت، ولیعهد باواریا ازدواج کند، اما کلمانتین با این پیوند مخالفت کرد.
با گذشت سال‌ها، کلمانتین مجرد ماند. در حدود سال ۱۹۰۲، مدت کوتاهی پس از مرگ ملکه ماری هنریت (مادرش)، او شروع به تمایل نسبت به شاهزاده ناپلئون ویکتور بناپارت کرد. با وجود حمایت خانواده پادشاهی ایتالیا، شاه لئوپولد دوم برای جلوگیری از خشم جمهوری سوم فرانسه، از هرگونه ازدواج دخترش و مدعی بناپارت خودداری کرد.
کلمانتین باید منتظر مرگ پدرش در سال ۱۹۰۹ بود تا بتواند با شاهزاده ناپلئون ازدواج کند. ازدواج آنها سرانجام در سال ۱۹۱۰، پس از رضایت حاکم جدید بلژیک، پسر عموی او، پادشاه آلبرت اول، انجام شد. این زوج به خیابان لوئیز در بروکسل نقل مکان کردند و دو فرزند به نام‌های ماری کلوتیلد، متولد ۱۹۱۲، و لوئی ژروم، متولد ۱۹۱۴ داشتند.

## زندگی

### سال‌های اول

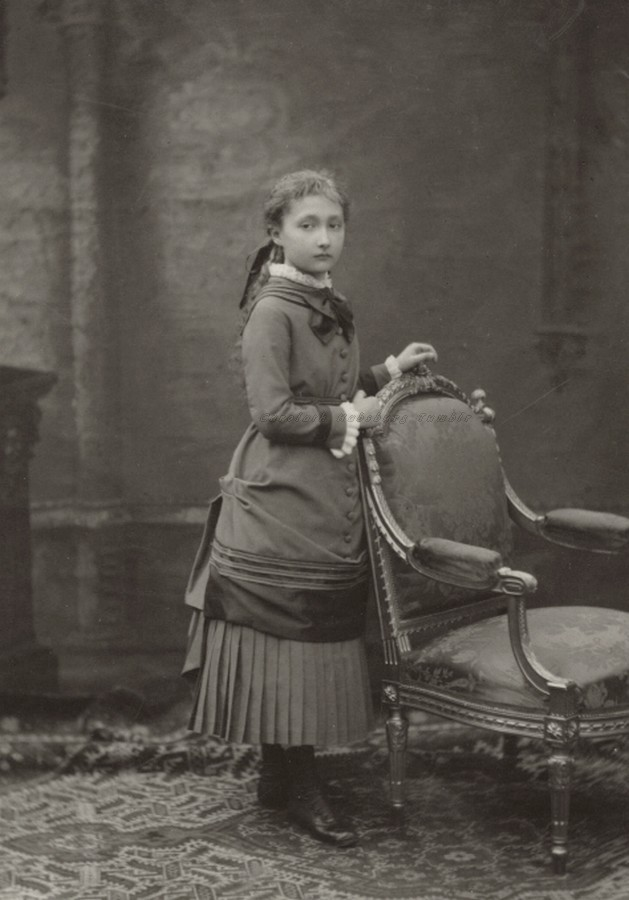
شاهزاده کلمانتین بلژیک، حدود ۱۸۸۰.

سومین دختر شاه لئوپولد دوم بلژیک و ملکه ماری هنریت، کلمانتین آلبرتین ماری لئوپولدین از ساکس کوبورگ و گوتا در ۳۰ ژوئیه ۱۸۷۲ در کاخ لاکن در ساعت ۶ بعد از ظهر، سه سال پس از مرگ تصادفی برادر بزرگترش لئوپولد، دوک برابانت ، تنها وارث مستقیم پادشاه متولد شد. کلمانتین، آخرین فرزند این زوج سلطنتی بود.   او در ۳ سپتامبر ۱۸۷۲ در کاخ لاکن طی مراسمی کوتاه غسل تعمید داده شد و پس از آن یک جشن با حضور حدود ۸۰ مهمان برگزار شد. نام کوچک او ادای احترام به مادرخوانده و عمه بزرگش، پرنسس کلمانتین از اورلئان است، در حالی که نام میانی او به پدرخوانده اش، آرشیدوک آلبرشت، دوک تسشن، پسر عموی امپراتور فرانتس جوزف اول اتریش اشاره دارد. 